# Storia di Anguilla
L'isola di Anguilla è situata nel Mar dei Caraibi, fa parte delle Piccole Antille ed è uno dei territori d'oltremare britannici. In origine fu abitata da popolazioni amerinde, dopo il contatto con gli europei queste popolazioni vennero completamente distrutte e furono rimpiazzate in larga parte da uomini di origine africana condotti sull'isola come schiavi.

## Preistoria
Si ritiene che i primi insediamenti umani risalgano circa al 1500 a.C., questi avvennero per opera di popolazioni amerinde originarie del Sud America che raggiunsero l'isola con zattere e piroghe. Ad avvalorare questa tesi ci sono sull'isola due siti archeologici risalenti a quel periodo.
I primi abitanti basavano il loro sostentamento sulla pesca, sullo sfruttamento delle risorse del territorio (caccia e raccolta), gli studiosi ritengono che i loro insediamenti avessero carattere temporaneo poiché queste popolazioni si spostavano da una zona all'altra per sfruttare le risorse naturali.
Reperti risalenti a circa 3300 anni fa sono stati ritrovati nella parte orientale dell'isola, si tratta di manufatti costruiti con conchiglie e pietra (armi, vasellame) risalenti al periodo precedente alla scoperta della ceramica. Non ci sono però prove archeologiche che rivelino la durata dei primi insediamenti di queste popolazioni.
Verso il 600 d.C. l'isola fu colonizzata da popolazioni dedite alla pesca, all'agricoltura e all'uso della ceramica. La maggior parte dei siti archeologici amerindi scoperti (42 in totale) riguardano proprio il periodo tra il 600 d.C. e il 1500 d.C. e gli archeologici stimano che il picco della colonizzazione precolombiana di Anguilla risalga al periodo compreso tra il 900 d.C. e il 1200 d.C.
Queste scoperte sono state rese possibili grazie al lavoro della Anguilla Archaeological and Historical Society che opera sull'isola grazie al contributo e alla collaborazione di enti americani quali l'Università del Maine, l'Università di Pittsburgh e il Carnegie Museum of Natural History.
Una di queste popolazioni stanziate sull'isola, conosciuta come Arawak, in particolare si distinse per aver sviluppato un culto religioso basato sull'adorazione del sole e della luna e che aveva come centri due caverne sacre, dalle quali ritenevano che fosse stata originata l'umanità. Queste caverne, Big Springs nella zona di Harbor Island e The Fountain nella zona di Shoan Bay, possono essere visitate ancora oggi; in particolare la seconda rappresenta il sito cerimoniale di quel periodo meglio conservato di tutta la zona orientale dei Caraibi. Al suo interno sono visibili incisioni rupestri, piatti per le offerte e una stalagmite intagliata ad immagine di Jocahu, la loro divinità più importante. Inoltre questi popoli crearono numerosi idoli religiosi, della forma di pietre con tre spigoli, chiamati zemis che secondo gli studi etnografici venivano considerati come contenitori degli spiriti vitali ed utilizzati durante le cerimonie della fertilità.

## La colonizzazione europea
La scoperta europea dell'isola e la sua conseguente denominazione sono generalmente attribuiti all'esploratore francese Pierre Laudonnaire che visitò l'isola nel 1565, anche se secondo altre ipotesi l'isola sarebbe stata avvistata e nominata, ma non visitata, da Cristoforo Colombo nel 1493. Il nome dell'isola deriverebbe dalla sua forma allungata molto simile a quella dell'anguilla (Malliouhana nella lingua locale).
Secondo alcune fonti gli Olandesi avrebbero costruito un forte sull'isola nel 1631, tuttavia non rimangono resti di questa struttura e la sua esatta ubicazione è sconosciuta.
I primi coloni inglesi arrivarono nel 1650 provenienti dalla vicina Saint Kitts e impiantarono coltivazioni di tabacco e mais. Questo primo insediamento ebbe un'esistenza travagliata: nel 1656 le popolazioni caraibiche invasero l'isola e distrussero la colonia, nel 1666 l'isola fu conquistata dai francesi.
Gli inglesi riacquisirono il controllo dell'isola nel 1667 grazie al trattato di Breda e, nonostante le difficoltà causate dalla poca produttività dei campi, la siccità e la carestia, i coloni continuarono a vivere sull'isola.
Nel 1688 arrivarono sull'isola dei coloni irlandesi in fuga dalle persecuzioni religiose e dalla repressione inglese.
Nel 1744 gli anguillani invasero la metà francese della vicina isola di Saint Martin con l'aiuto di due navi corsare provenienti da St. Kitts. Essi ne mantennero il controllo fino al 1748, quando fu stipulato il Trattato di Aquisgrana che mise fine alla Guerra di successione austriaca. Gli scontri tra inglesi e francesi per il controllo dei Caraibi portarono questi ultimi a compiere diversi tentativi di invadere nuovamente Anguilla: nel 1745 due fregate con a bordo un totale di 700 uomini tentarono l'approdo a Crosus Bay ma furono respinte; nel 1796 un gruppo di 400 francesi provò nuovamente ad impadronirsi dell'isola, essi riuscirono a distruggere i principali insediamenti presso South Hill e The Valley ma vennero fermati dall'intervento della fregata britannica HSM Lampwing che affondò le loro due imbarcazioni causando numerose perdite tra le file francesi.
Le autorità britanniche tentarono di sviluppare sull'isola un'economia di piantagione (principalmente canna da zucchero e cotone) trasportando manodopera schiavile dall'Africa, ma le avverse condizioni climatiche e del suolo resero improduttive la maggior parte delle piantagioni. Agli schiavi fu consentito di lasciare le piantagioni e di spostarsi in altre isole per guadagnarsi da vivere. In seguito, con l'abolizione da parte inglese della schiavitù negli anni trenta del XIX secolo, molti dei proprietari delle piantagioni fecero ritorno in Europa, lasciando sull'isola una comunità di contadini e pescatori di origine africana. Da quel momento la popolazione di Anguilla, secondo alcune stime, scese da circa 10.000 a sole 2.000 unità.
Sin dai primi momenti della colonizzazioni britannica, Anguilla fu amministrata dagli inglesi attraverso Antigua, anche se sull'isola esisteva un consiglio locale. Nel 1824 il governo inglese mise l'isola sotto il controllo amministrativo di Saint Kitts, concedendo agli abitanti di eleggere un rappresentante da inviare al consiglio di St.Kitts (House of Assembly). Successivamente nel 1882 divenne parte della colonia britannica di Saint Christopher-Nevis-Anguilla (Saint Christopher era il vecchio nome di Saint Kitts), a sua volta parte della colonia federale delle Isole Leeward britanniche. Questa nuova situazione non fu affatto gradita agli anguillani che protestarono vivacemente temendo che l'amministrazione di Saint Kitts avesse poco a cuore gli interessi della loro isola, infatti furono inoltrare numerose richieste affinché Anguilla fosse amministrata direttamente dal Regno Unito. Queste richieste non furono accolte e il malcontento della popolazione locale crebbe progressivamente fino ad esplodere negli anni sessanta del XX secolo.
Negli anni novanta dell'Ottocento l'isola fu vittima di un prolungato periodo di siccità e carestia che impoverì ulteriormente gli abitanti dell'isola costringendoli a cercare fonti alternative di sussistenza.

## Il novecento

Bandiera dello stato associato di St.Christopher-Nevis-Anguilla

Durante gli anni venti e trenta del XX secolo una parte della popolazione emigrò alla ricerca di lavoro; alcuni si trasferirono a Santo Domingo a lavorare nelle coltivazioni di canna da zucchero, mentre altri si spostarono ad Aruba e Curaçao per lavorare nelle raffinerie di petrolio.
Nel 1958 St. Kitts-Nevis-Anguilla divenne parte della Federazione delle Indie Occidentali, questa entità territoriale venne poi sciolta nel 1962.
Il 27 febbraio 1967 il Regno Unito garantì ai territori di Saint Christopher-Nevis-Anguilla lo status di stato associato, con una propria costituzione e ampi spazi di auto-governo. Molti anguillani si opposero fermamente al perdurare della sottomissione politica nei confronti di Saint Kitts, così il 30 maggio (conosciuto come Anguilla Day) cacciarono dalla loro isola gli agenti di polizia di St.Kitts. Il governo provvisorio chiese di passare sotto l'amministrazione degli Stati Uniti ma questi rifiutarono la proposta. L'11 luglio 1967 fu indetto un referendum per sancire la secessione di Anguilla dal nuovo stato creato dai britannici. Il risultato fu schiacciante: i voti favorevoli alla secessione furono 1.813, i contrari solamente 5. A seguito del risultato del voto fu creato un consiglio legislativo di cui fu eletto come primo presidente Peter Adams. Tuttavia quando questi si mostrò incline a riportare l'isola sotto l'influenza di St. Kitts fu immediatamente deposto e al suo posto venne nominato Ronald Webster. Nel dicembre del 1967 due membri del parlamento inglese conclusero un accordo temporaneo, della durata di un anno, che permetteva ad un funzionario inglese di esercitare un'autorità amministrativa di base in accordo col consiglio dell'isola. Nel gennaio del 1968 le autorità britanniche affidarono l'incarico a Tony Lee ma alla scadenza dell'accordo non si riuscì a trovare un'intesa a lungo termine sull'amministrazione futura dell'isola.

Bandiera della Repubblica di Anguilla

Il 7 febbraio 1969 si tenne un secondo referendum con risultati molto simili al primo; infatti questa volta si registrarono 1.739 voti contrari ad una nuova unificazione con St. Kitts contro appena 4 voti favorevoli. A seguito di questa votazione Anguilla si proclamò una repubblica indipendente e Ronald Webster ne divenne il presidente. Nel marzo dello stesso anno venne inviato un nuovo rappresentante britannico, William Whitlock, per negoziare un nuovo accordo per un'amministrazione congiunta ma la missione non ebbe esito e il delegato inglese fu velocemente espulso dall'isola. A quel punto da parte inglese si decise di intervenire militarmente. Il 19 marzo sbarcò sull'isola un contingente di paracadutisti dell'esercito britannico, accompagnato da 40 agenti della polizia londinese; l'operazione si svolse pacificamente e i soldati presero possesso dell'isola al fine di ristabilirvi l'ordine. Nell'autunno successivo i soldati vennero richiamati e sull'isola furono inviati gli ingegneri dell'esercito per seguire la costruzione delle opere pubbliche.
Tony Lee tornò sull'isola in qualità di Commissario e nel 1971 negoziò un nuovo accordo provvisorio con le autorità locali. Ad Anguilla fu permesso di separarsi da St.Kitts e Nevis, anche se questo non avvenne ufficialmente sino al 19 dicembre 1980 quando l'isola si dissociò formalmente e divenne una dipendenza britannica separata. Mentre nel 1983 St. Kitts e Nevis raggiunse la piena indipendenza, Anguilla rimane tuttora un territorio d'oltremare dipendente dal Regno Unito.
Attualmente la costituzione di Anguilla, entrata in vigore nel 1982 e successivamente modificata nel 1990, prevede che le funzioni politiche siano svolte da un Governatore, inviato dal Regno Unito in rappresentanza della Corona, e da un Primo Ministro in collaborazione con i ministri designati tra i membri eletti nell'assemblea legislativa. Il Primo Ministro è il capo di Governo ed esercita il potere esecutivo, il potere legislativo è affidato ad un'assemblea (House of Assembly) che viene eletta all'interno di un sistema multi-partitico. Il sistema legale è basato sulla Common Law anglosassone ed è integrato con gli statuti locali. Il compito di amministrare la giustizia è affidato a diverse corti: una locale, un'alta corte di giudizio e una corte d'appello che accoglie i procedimenti di tutti i caraibi orientali. Le esigenze militari sono demandate all'intervento delle forze armate britanniche.
L'isola è diventata una meta molto ricercata dai turisti e il settore turistico è una delle principali branche della sua economia. Le altre attività produttive che permettono all'isola la sopravvivenza sono la pesca e un settore finanziario in costante evoluzione. La maggior parte dell'attuale popolazione anguillana ha origini africane, tuttavia sull'isola è presente una minoranza di ascendenza europea, in special modo inglese.

## Cronologia delle cariche istituzionali
| Governatori         |                           |
| Apr 1982 - 1983     | Charles Harry Godden      |
| Nov 1983 - 1987     | Alastair Turner Baillie   |
| 1987 - 1989         | Geoffrey Owen Whittaker   |
| 1989 - 1992         | Brian G.J. Canty          |
| Ago 1992 - 1995     | Alan W. Shave             |
| Nov 1995 - Dic 1996 | Alan Hoole                |
| Dic 1996 - Gen 2000 | Robert Harris             |
| Gen 2000 - Feb 2000 | Roger Cousins             |
| Feb 2000 - Apr 2004 | Peter Johnstone           |
| Apr 2004 - Mag 2004 | Mark Capes                |
| Mag 2004 - Giu 2006 | Alan Huckle               |
| Giu 2006 - Feb 2006 | Mark Capes                |
| Lug 2006 - Mar 2009 | Andrew George             |
| Mar 2009 - Apr 2009 | Stanley Reid              |
| Apr 2009            | William Alistair Harrison |

| Primi Ministri      |                     |
| Feb 1976 - Feb 1977 | Ronald Webster      |
| Feb 1977 - Mag 1980 | Emile Gumbs         |
| Mag 1980 - Mar 1984 | Ronald Webster      |
| Mar 1984 - Mar 1994 | Emile Gumbs         |
| Mar 1994 - Mar 2000 | Hubert Hughes       |
| Mar 2000            | Osbourne B. Fleming |